# حرق الموتى

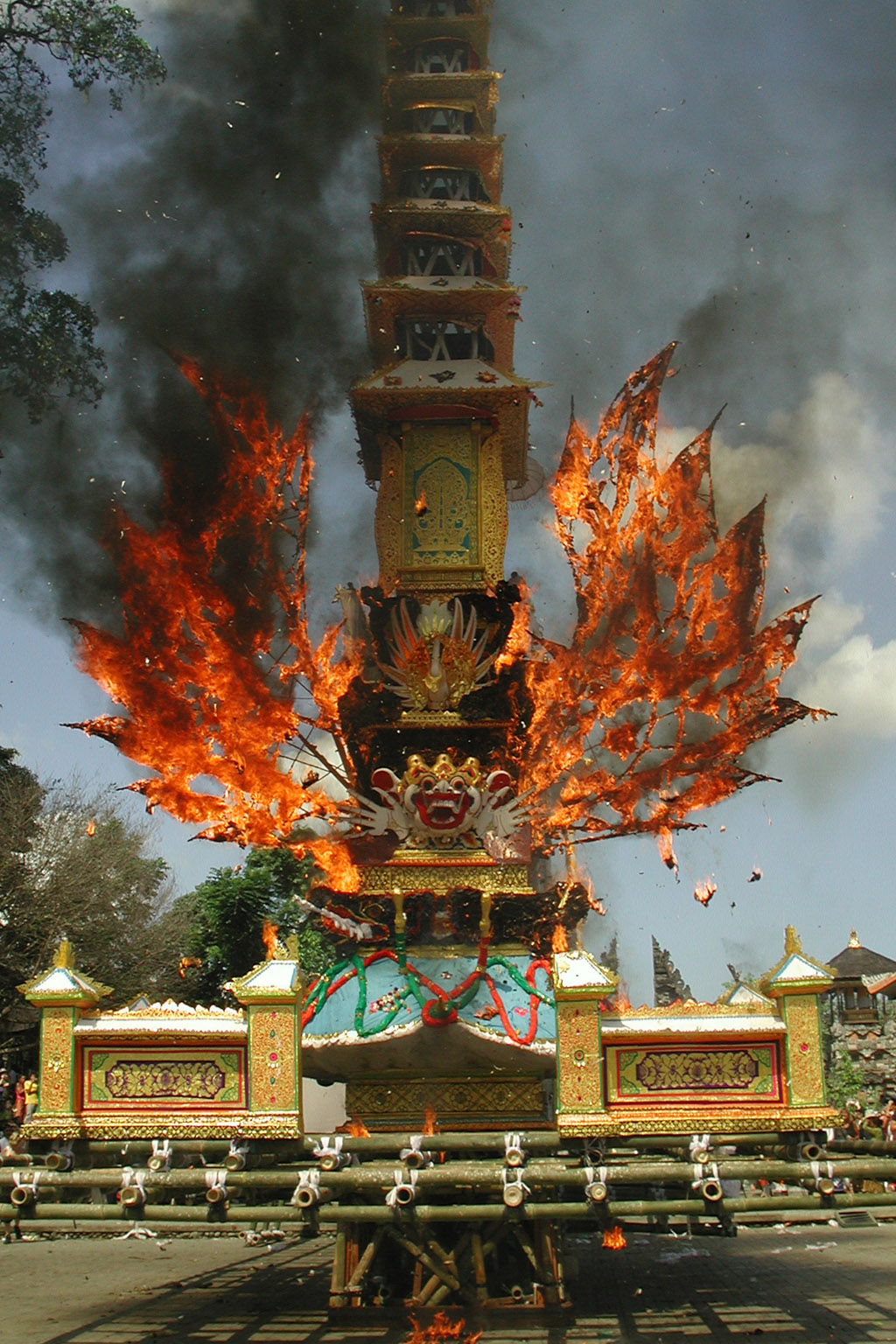
حرق الموتى الهندوسيين الباليين في بالي

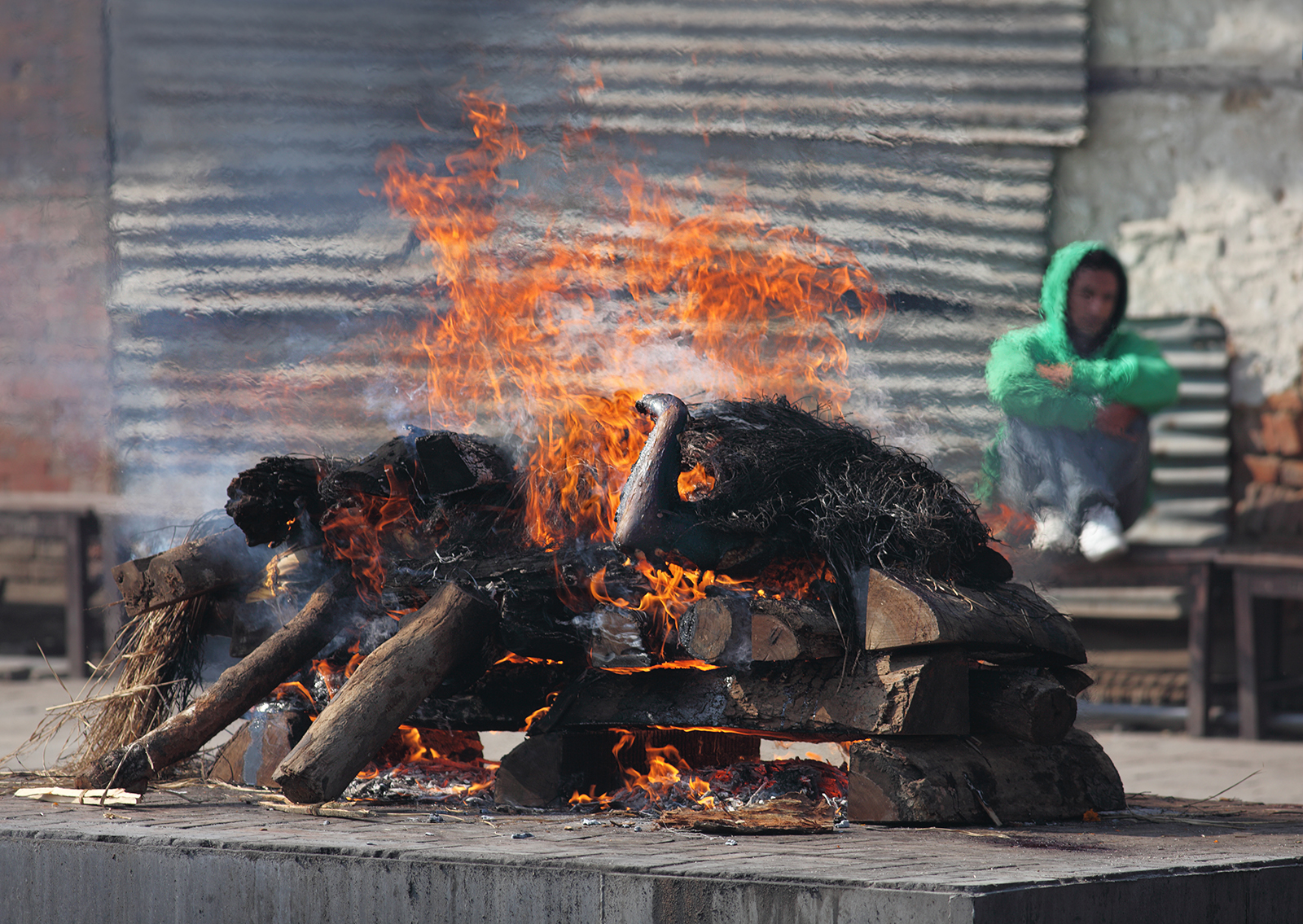
حرق الموتى في كاتماندو، نيبال

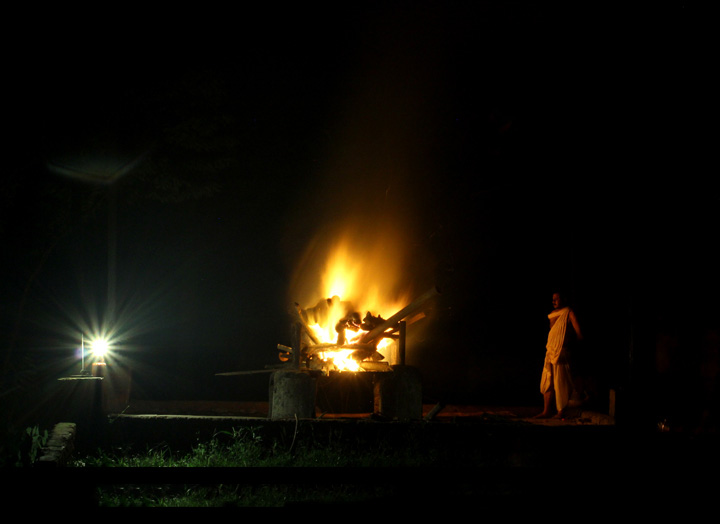
حرق الموتى الهندوس في الهند

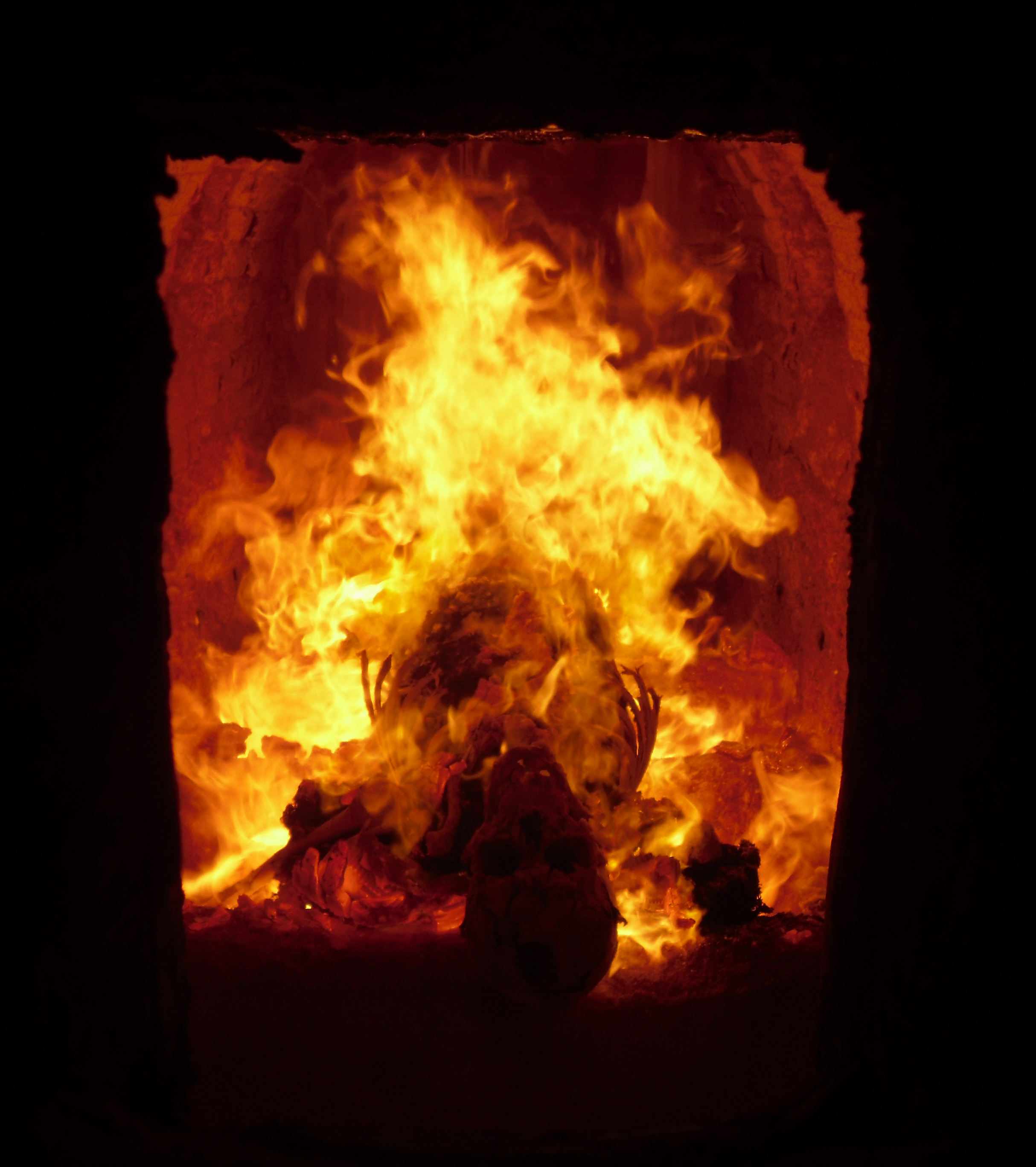
حرق جثة أحد الموتى (ألمانيا)

التَّرميد أو حرق الموتى عادة قديمة تشير الآثار بأن أقدم طقوسها حدثت قرب بحيرة مونجو في أستراليا قبل 20،000 سنة، وحرق الموت هو استخدام درجات الحرارة المرتفعة للحرق والتبخر والأكسدة وذلك لتقليل جثث الحيوانات الميتة، بما في ذلك جثث الإنسان، عن طريق استخدام المركبات الكيميائية القاعدية، مثل الغازات والشظايا المعدنية التي تحتفظ بمظهر العظام الجافة.
ربما تستخدم عملية حرق الموتى كطقوس لجنازة قائمة أو جنازة بديلة لعملية دفن الجثة السليمة في التابوت. ومع ذلك، لا تشكل بقايا الجثث المحروقة أي خطر على الصحة، بل ربما تدفن أو توضع في نصب تذكاري أو مقابر أو يحتفظ بها الأقارب بطرق قانونية وينثروها بطرق مختلفة. ولا تعد عملية حرق الموتى بديلاً عن الجنازة وإنما هي بديلاً عن الدفن أو غيرها من أشكال التخلص.
ففي كثير من البلدان، عادة ما يجري حرق الموتى في محرقة الجثث، لكن هناك بلدانًا أخرى تفضل أساليب مختلفة، مثل حرق الجثث في الهواء الطلق في الهند ونيبال.